# Marcantonio Michiel

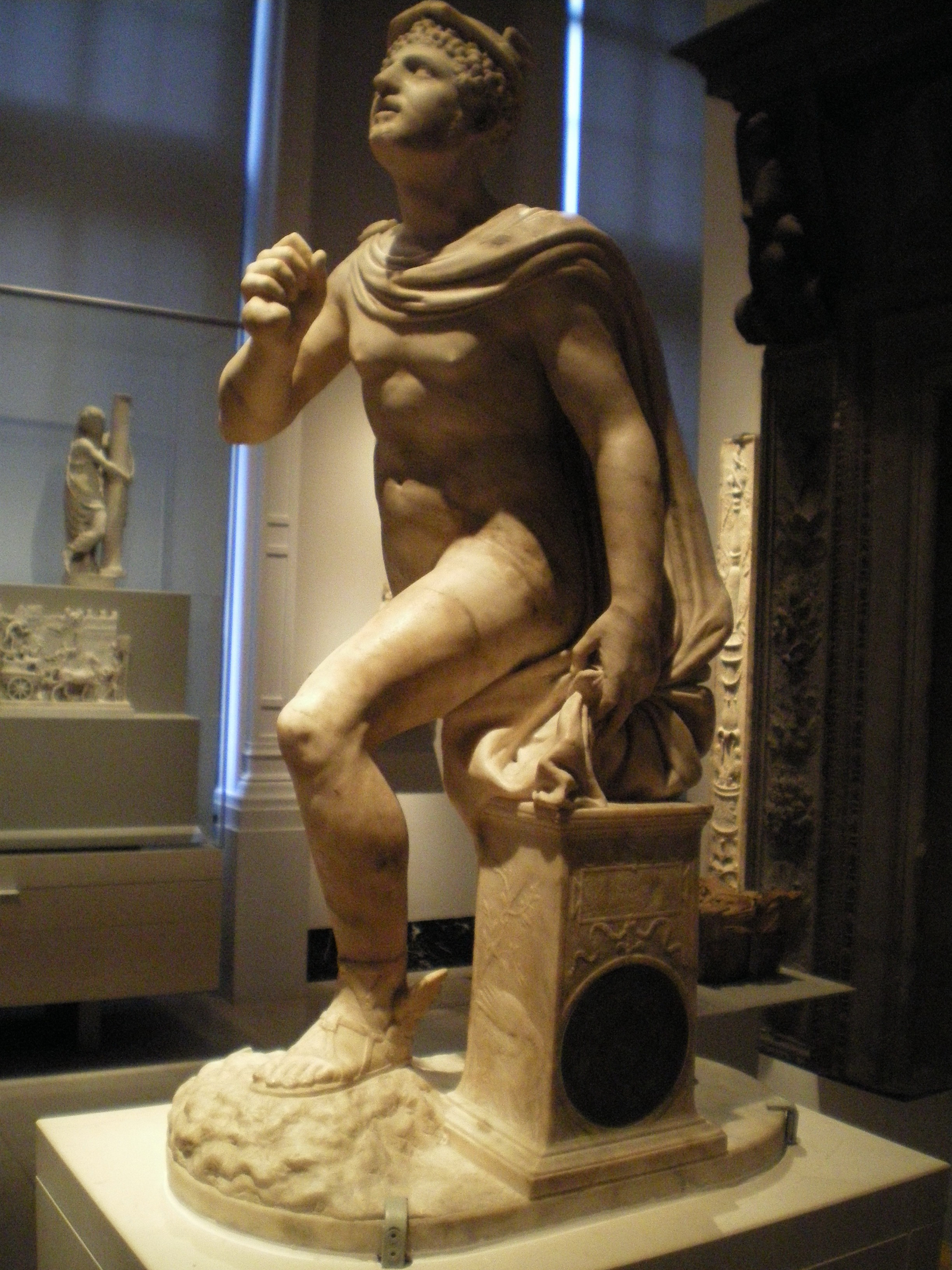
Mercure commandé par Michiel à Antonio Minelli, 1527, (Victoria and Albert Museum)

Marcantonio Michiel, (Venise, 1484-1552) est un aristocrate vénitien issu d'une famille patricienne au service de l'État ; féru d'art, il rédigea, en véritable témoin, d'importantes observations relatives aux collections de ses contemporains.

## Biographie
Les Notizia d'opere di disegno de Marcantonio Michiel, sont des notes rédigées de façon sporadique entre 1521 et 1543 portant sur les collections d'art de ses contemporains vivant à Venise, Padoue, Milan et d'autres centres artistiques italiens du nord : c'est un précieux témoignage de l'état des collections patriciennes italiennes à la Renaissance. Conservés à la Bibliothèque Marciana, elles constituent une importante source primaire pour les historiens d'art  ainsi que pour les historiens de la décoration et des intérieurs de cette époque.
Michiel ne travaillait pas de façon méthodique dans le but de rendre ses manuscrits publiables : il laissa de nombreuses archives, éparses, et le travail de publication fut donc posthume. Son journal intime n'était pas destiné à être lu par le public et son histoire de Venise constituait un projet sans fin. Un jour, Pietro Aretino lui écrivit une lettre flatteuse louant sa curiosité portant sur la peinture, l'architecture et la poésie.
L'iconographie semble avoir été son point faible. Par ailleurs, si son latin était excellent, sa connaissance de la Bible était imparfaite ; Jennifer Fletcher constate que l'on ne possède aucune information sur sa piété.
Vivant confortablement, mais nullement dans l'ostentation, il résidait dans la modeste Ca' Michiel (casa Michiel) donnant sur un canal de la Lagune, et épousa la belle Maffea de la famille Soranzo, puis fit construire une villa, et eut cinq fils ; il vécut une vie privée et familiale plutôt sereine. Dans sa jeunesse, il suivit son père à Bergame où le fils aîné des Michiel avait été nommé « capitano », et il passa deux ans à Rome à la cour du pape Léon X, en tant que membre de la famille du cardinal Pisani.
En dépit de son rang et de ses relations, ses pairs n'ont apparemment pas eu envie de lui confier un rôle d'ambassadeur, et c'est en tant que connaisseur et collectionneur d'art qu'il est aujourd'hui connu.

## Publication posthume
- Notizia d'opere di disegno, écrit entre 1521 et 1543 — édition de 1800 par Morelli (en ligne).

## Sources
- (en) Cet article est partiellement ou en totalité issu de l’article de Wikipédia en anglais intitulé « Marcantonio Michiel » (voir la liste des auteurs).